# Comitat de Zagreb
Le comitat de Zagreb (en croate Zagrebačka županija) est un comitat croate. Étant donné qu’il entoure la ville de Zagreb on le considère parfois comme la zone métropolitaine de la capitale croate. La population du comitat était de 317 606 habitants en 2011. Il ne doit pas être confondu avec le comitat « ville de Zagreb » (en croate Grad Zagreb). 

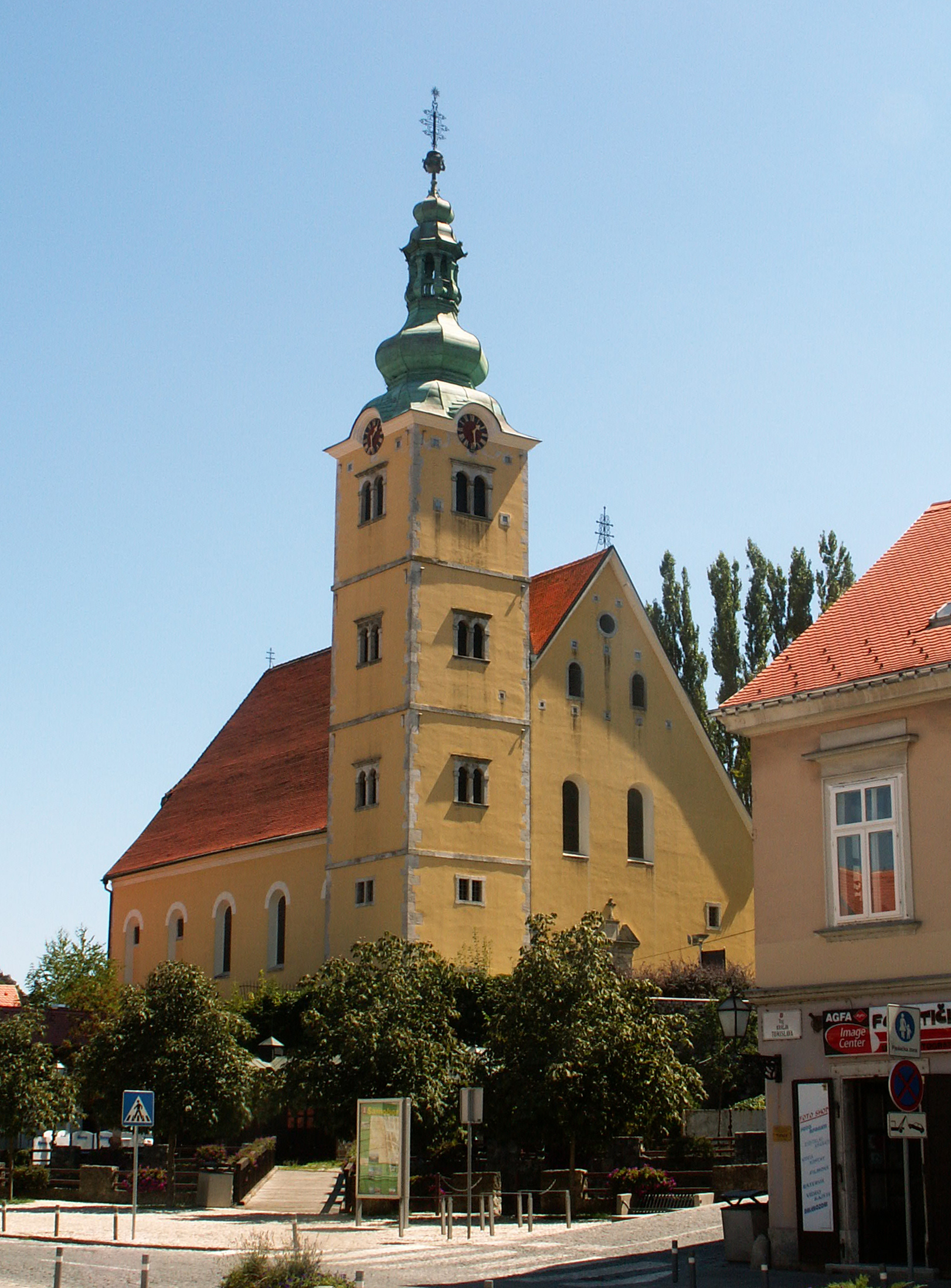
Église Sainte-Anastasie

Le comitat est très historique : son chef-lieu, la ville de Samobor existe depuis 1242. En plus, elle était l'un des premiers centres touristiques dans la région. 
Aujourd'hui le développement économique et urbain des villes qu’ils lui appartiennent est étroitement lié à Zagreb. 
Le comitat est bordé par les comitats de Krapina-Zagorje et de Varaždin au nord, le comitat de Bjelovar-Bilogora à l'est, le comitat de Sisak-Moslavina au sud-est et le comitat de Karlovac au sud-ouest.

## Villes
- Dugo Selo 14.300
- Ivanić-Grad 14.723
- Jastrebarsko 16.689
- Samobor 36.206
- Sveti Ivan Zelina 16.268
- Velika Gorica 63.517
- Vrbovec 14.658
- Zaprešić 23.125
- Sveta Nedelja 15.506

## Municipalités
- Bedenica 1.522
- Bistra 6.098
- Brckovljani 6.816
- Brdovec 10.287
- Dubrava 5.478
- Dubravica 1.586
- Farkaševac 2.102
- Gradec 3.920
- Jakovlje 3.952
- Klinča Sela 4.927
- Kloštar Ivanić 6.038
- Krašić 3.199
- Kravarsko 1.983
- Križ 7.406
- Luka 1.419
- Marija Gorica 2.089
- Orle 2.145
- Pisarovina 3.697
- Pokupsko 2.492
- Preseka 1.670
- Pušća 2.484
- Rakovec 1.350
- Rugvica 7.608
- Stupnik 3.251
- Žumberak 1.185